# Сульфідизатор
Сульфідизатор (рос. сульфидизатор, англ. sulfidizator, нім. Sulfidisator m) – флотаційний реаґент, компонент регуляторів, за посередництвом якого здійснюється сульфідизація мінералів, тобто перетворення поверхні окисненого мінералу у сульфідну. Як правило, використовується розчин сірчистого натрію.